# 帰らざる河
『帰らざる河』（かえらざるかわ、River of No Return）は、1954年のアメリカ合衆国の西部劇映画。監督はオットー・プレミンジャー、出演はロバート・ミッチャムとマリリン・モンローなど。
ロッキーの大自然を舞台に西部男と酒場の歌手の愛を描いた作品で、主題歌「帰らざる河」は映画音楽史に残る名曲とされている。
シネマスコープ方式導入により20世紀フォックス社の社標付きタイトルとそれに伴う「フォックス・ファンファーレ」にシネマスコープの商標を入れるため、数秒延長される事になったが、スコープ方式第一作『聖衣』にはファンファーレが付かず、本作が延長版フォックス・ファンファーレ（Cinemascope Extension）のデビューとなった。

## ストーリー
ゴールドラッシュで沸くアメリカ北西部の町に、9歳になる息子マークを探してマットがやってくる。マークは酒場の歌手ケイが世話をしていた。マークを引き取ったマットは、新しく手に入れた農場でマークと2人の生活を始める。2人が町を去った後、ケイの元に恋人のハリーが現れ、ギャンブルで念願の金鉱の権利を手に入れたことを伝え、金鉱を登記するためにケイを連れてカウンシル・シティーに向かう。
ある日、マットは農場の近くを流れる河の急流に流されている筏（いかだ）を見つけ、乗っていた2人の男女を助け出す。筏に乗っていたのはケイとハリーであり、ハリーがギャンブルでイカサマをしたことが発覚する前に登記を済ませようと河を下る途中だった。しかし、マットから「急流の河をこれ以上下るのは無理だ」と忠告されたハリーは、銃で脅して馬と食料を奪い取る。抵抗したマットを気絶させたハリーに、ケイは「怪我人と子供を残しておけない」と言い農場に残り、ハリーは単独でカウンシル・シティーに向かう。しかし、ハリーが去ると同時に農場が先住民に襲撃されそうになったため、マット、マーク、そしてケイは筏で河を下り、直後にマットの家は先住民に焼き討ちされる。
マットは途中の土地で休憩するが、彼がハリーを殺すつもりだと知ったケイは筏を河に流そうとする。マットは寸前で筏を固定し、ケイに「次にやったら殺す」と警告して河下りを再開する。ケイは、ハリーが念願の金鉱を手に入れるために必死だったことを語り許してもらおうとするが、マットは聞き入れず、彼女はマークの目の前で、マットが人殺しを犯して刑務所に入っていたことを暴露してしまう。マットは「友人を守るために仕方なく殺した」と語るが、マークはショックを受けてしまい、ケイは軽はずみな発言をしたことを後悔する。3人は途中の土地で再び休憩するが、そこでマットがピューマに襲われる。マットは通りかかった2人組の金鉱掘りに助けられるが、2人がハリーを追っていることを聞かされる。2人は危険な河下りをするケイに「自分たちと馬で来ないか」と誘うが、ケイはマットと河を下ることを決心する。
3人は河下りを再開するが、急流に差し掛かったところで再び先住民に襲撃される。マットは先住民たちと闘いながら筏を守り抜き、無事にカウンシル・シティーに到着する。ハリーを殺そうとするマットに対し、ケイは「ハリーを説得して謝罪させる」と提案し、単独でハリーのいる酒場に向かう。ケイはマットに謝罪するように説得するが、ハリーは聞く耳を持たなかった。ケイに迫られ仕方なくマットのいる雑貨店に向かったハリーは、鉢合わせたマットに向けて発砲し、彼を殺そうとする。ハリーはケイを振り払いとどめを刺そうとするが、背後からマークに銃で撃たれ殺される。ケイは震えるマークを抱きしめ「仕方なかった」と彼を慰める。その後、ケイはカウンシル・シティーの酒場で歌手として仕事を始めるが、そこにマットが現れて強引に彼女を連れ出してしまう。マットは「家に帰ろう」と語りかけ、それを聞いたケイはマット、マークと共に彼らの家に向かう。

## キャスト
| 役名               | 俳優                 | 日本語吹替                                                          | 日本語吹替                            | 日本語吹替                     | 日本語吹替                                                |
| 役名               | 俳優                 | NETテレビ版                                                         | フジテレビ版                          | テレビ朝日版                   | PDDVD版                                                   |
| ------------------ | -------------------- | ------------------------------------------------------------------- | ------------------------------------- | ------------------------------ | --------------------------------------------------------- |
| マット・コールダー | ロバート・ミッチャム | 浦野光                                                              | 浦野光                                | 浦野光                         | 淀川清                                                    |
| ケイ・ウェストン   | マリリン・モンロー   | 向井真理子                                                          | 向井真理子                            | 向井真理子                     | 浪瀬麗子                                                  |
| ハリー・ウェストン | ロリー・カルホーン   | 山田康雄                                                            | 羽佐間道夫                            | 仲村秀生                       | 大塚智則                                                  |
| マーク・コールダー | トミー・レティグ     | 太田淑子                                                            | 太田淑子                              | 松田洋治                       | 百月麗美華                                                |
| デイヴ・コルビー   | マーヴィン・ヴァイ   | 内海賢二                                                            |                                       |                                | 宮内隆臣                                                  |
| サム・ベンソン     | ダグラス・スペンサー | 杉田俊也                                                            | 杉田俊也                              | 及川ヒロオ                     | 岡田信次                                                  |
| 不明 その他        |                      | 滝口順平 槐柳二 吉沢久嘉 清川元夢 田中康郎 渡辺知子 緑川稔 島木綿子 |                                       |                                | 西川公規 久保田瀬菜 黒岩響 マナユウジ 湧津ユウミ 大谷雄二 |
|                    |                      |                                                                     |                                       |                                |                                                           |
| 演出               | 演出                 | 春日正伸                                                            |                                       |                                | 旗下真理                                                  |
| 翻訳               | 翻訳                 | 木原たけし                                                          |                                       |                                | 香山桜華                                                  |
| 調整               | 調整                 | 笹岡栄太郎                                                          |                                       |                                | 渡辺紀明                                                  |
| 効果               | 効果                 | 赤塚不二夫                                                          |                                       |                                |                                                           |
| 初回放送           | 初回放送             | 1969年1月4日 『土曜映画劇場』                                       | 1972年10月13日 『ゴールデン洋画劇場』 | 1978年5月28日 『日曜洋画劇場』 |                                                           |

## 邦題
米文学者の舌津智之は、原題の『River of No Return』から「名詞の「河」と動詞の「帰る」は、日本語のコロケーションとしてどうもしっくり結びつかない。自然な直訳を目指すなら、「戻らざる河」か「引き返せない河」とでもすべきところだろう。（中略）しかし、河の流れを時の流れに見立て、不可逆の人生――そして、過去に消えた開拓者たちの時代を振り返るこの映画には、『帰らざる河』という実はちょっとユニークな邦訳タイトルこそがふさわしい」と評している。

## パロディ
1976年夏、帝都高速度交通営団（現：東京地下鉄）のマナーポスターに、ギターを傘に変えた「帰らざる傘」が「独占者」（『独裁者』のパロディ）と共に、非常に話題を呼んだ。このポスターを貼り出した銀座駅では、10枚中7枚が盗まれる騒ぎを起こしたという。
かとうれいこの1991年のアルバム『お熱いのがお好き』には『帰らざるビーチ』という曲が収録されている。